# The Mummy's Hand
Mâna mumiei (The Mummy's Hand) este un film american horror alb-negru din 1940 regizat de Christy Cabanne și produs de Ben Pivar pentru Universal Studios. Cu toate că uneori este considerat de fani ca o continuare sau o urmare a filmului The Mummy, nu continuă povestea filmului din 1932 și nu prezintă aceleași personaje (cu excepția faraonului Amenophis). A fost primul dintr-o serie de patru filme, toate cu mumia numită Kharis, continuările fiind The Mummy Tomb, The Mummy Ghost și The Mummy Curse. Tom Tyler l-a interpretat pe Kharis în acest film, dar Lon Chaney, Jr. a preluat rolul pentru următoarele trei continuări.

## Prezentare
Filmul începe cu egipteanul Andoheb (George Zucco) care călătorește pe Dealul celor șapte șacali ca răspuns la invitația regală a Înaltului Preot din Karnak (Eduardo Ciannelli). Preotul muribund al sectei îi explică urmașului său povestea lui Kharis (Tom Tyler). Povestea este în paralel cu cea a filmului original, cu excepția faptului că Kharis fură frunzele sacre de tana în speranța de a o reînvia pe prințesa Ananka. Pedeapsa lui, după ce a fost descoperit, este aceea de a fi îngropat de viu, fără limbă, iar frunzele de tana sunt îngropate cu el. 
Frunzele sunt secretul existenței continue a lui Kharis. Când este lună plină, lichidul obținut din trei frunze de tana trebuie administrat creaturii pentru a o ține în viață. Dacă hoții intră în mormântul Prințesei, un fluid din nouă frunze va face monstrul să se miște. 
Între timp, arheologul Steve Banning (Dick Foran) și colegul său, Babe Jenson (Wallace Ford), descoperă rămășițele unei vas într-un bazar din Cairo. Banning este convins că este o relicvă autentică din Egiptul antic, iar interpretarea hieroglifelor îl face să creadă că ar conține indicii despre locul unde se află mormântul prințesei Ananka. 
Cu sprijinul eminentului doctor Petrie (Charles Trowbridge) de la Muzeul Cairo, dar împotriva dorințelor lui Andoheb, care este angajat al muzeului, Banning caută fonduri pentru expediția sa. Banning și Jenson se întâlnesc cu un magician american, Solvani (Cecil Kellaway), care acceptă să le finanțeze căutarea. Fiica sa Marta (Peggy Moran) nu este atât de ușor de influențat, datorită unei vizite anterioare a lui Andoheb, în care îi spune că cei doi tineri arheologi sunt de fapt escroci. 
Expediția pleacă în căutarea Dealului celor șapte șacali, împreună cu familia Solvani. În explorările lor, dau peste mormântul lui Kharis, găsesc mumia împreună cu frunzele de tana, dar nu găsesc nimic care să indice existența mormântului prințesei Ananka. 
Andoheb îi apare doctorului Petrie în peștera mumiei și îl determină pe omul de știință surprins să simtă pulsul creaturii. După ce i-a administrat fluid de tana din nouă frunze, monstrul îl gonește pe Petrie și fuge de Andoheb, printr-un pasaj secret, spre templul aflat în cealaltă parte a muntelui. 
Creatura  ucide un supraveghetor egiptean și, în cele din urmă, îl atacă pe Solvani și o răpește pe Marta. Banning și Jenson îl urmăresc pe Kharis, Jenson ocolind muntele și Banning încercând să intre în pasajul secret pe care l-au descoperit în interiorul mormântului. 
Andoheb are planuri proprii. Îndrăgostit de Marta, el intenționează să se injecteze pe sine și pe captiva sa cu lichid de tana, ceea ce i-ar face pe amândoi nemuritori. Jenson ajunge la timp și îl împușcă pe Andoheb în afara templului, în timp ce Banning încearcă să o salveze pe fată. Cu toate acestea, Kharis apare, iar gloanțele lui Banning nu au niciun efect asupra ființei nemuritoare. Marta a aflat de la Adoheb despre secretul lichidului de tana și îi spune lui Banning și Jenson că Kharis nu trebuie lăsat să mai bea din acesta. Când creatura ridică lichidul tana la buze, Jenson îi ia recipientul. Căzând la podea, Kharis încearcă să înghită lichidul care îi dă viață. Banning îl aruncă în flăcări. La sfârșitul aventurii, membrii expediției se îndreaptă fericiți înapoi în Statele Unite, cu mumia prințesei Ananka și cu comoara din mormântului ei.

## Distribuție
- Tom Tyler - Kharis
- Dick Foran ca Steve Banning
- Peggy Moran ca Marta Solvani
- Wallace Ford ca Babe Jenson
- Eduardo Ciannelli ca Marel Preot
- George Zucco ca Profesor Andoheb
- Cecil Kellaway (menționat ca Kelloway) ca Marele Solvani
- Charles Trowbridge ca Dr. Petrie
- Sig Arno ca Cerșetor
- Eddie Foster ca Luptător egiptean
- Harry Stubbs ca Barmn
- Michael Mark ca Proprietar de bazar
- Mara Tartar ca Furnizor de fete
- Leon Belasco ca Ali

## Răspuns critic
La lansarea filmului, criticul de film Bosley Crowther a scris pentru The New York Times, „Este obișnuitul mumbo-jumbo al mormintelor secrete din temple care se prăbușesc și cu mari preoți bătrâni care le păzesc de incursiunile unei expediții arheologice, condusă de această dată de Dick Foran, Peggy Moran și Wallace Ford. În timp ce oamenii de știință explorează treptat pasajele denivelate și descifrează hieroglifele ciudate, șacalii urlă afară, nativii sunt mereu la un pas de răscoală iar mumia se află întotdeauna după colț. O dată sau de două ori domnișoara Moran face o grimasă - ca și cum ar fi simțit un miros neplăcut - și țipă. Altfel, fiecare pare remarcabil de circumstanțial. Dacă ei nu par să-și facă griji, de ce ar trebui să ne facem noi? Speriați-vă sau amuzați-vă, alegeți o variantă." 
În 2015, Graeme Clark, a comparat filmul cu cel al lui Boris Karloff și i-a acordat 6 din 10 stele, el a scris: „Acesta nu este o poveste ciudată de dragoste de-a lungul mileniilor, acesta este o întâlnire directă și înfricoșătoare cu monstrul cel mai îndrăgit de la Universal Studios, în forma pe care spectatorii l-ar cunoaște cel mai bine..." 
În 2017, Tim Janson de la SciFi Movie Page a acordat filmului trei stele din cinci, scriind: „Nu există cine știe ce scenariu aici, doar suficient cât să-i ofere lui Zucco o șansă de a prezenta o mumie sălbatică cu o lovitură ucigătoare”, menționând că a oferit și „mult divertisment fantezist”.
Filmul are un rating „Fresh” de 67% pe site-ul de recenzii Rotten Tomatoes, bazat pe 9 recenzii, cu un scor mediu de 5,8/10.